# 前川虚舟
前川 虚舟（まえかわ きょしゅう、男性、生没年不詳）は、江戸時代後期の日本の篆刻家である。
名は利渉、虚舟は字。号は石鼓館。通称一右衛門または清三郎。浪華の人。生没年不詳であるが享保末年（1735年）頃に生誕し66歳まで生存が確認されている。

## 略伝
懐徳堂に学び、木村蒹葭堂に出入りした。岩倉家具（源具選）に家臣として仕え、大坂の佃村もしくは塩町に住んだ。懐徳堂とは関係が深く、中井竹山の陶印を刻し、中井履軒と連れ立って服部永錫の手製の顕微鏡を覗いている。虚舟は今体派の初期浪華派に属し、鉄筆に巧みで特に細字篆刻の技を讚えられた。安永6年（1777年）に方寸の石に独楽園記と年月・署名を刻している。また「後赤璧賦」や「蘭亭序」などの細字篆刻を手掛けて紀止の「千字文」と並称される。頼春水はこの技を絶賛している。しかし、なんらかの形で石鼓文を見て感化され高芙蓉の晩年の弟子となり、努力して古体派に転じて石鼓館と号した。法帖の模刻なども手掛け、天明5年、趙陶斎『新百家姓』の版木を刻している。友人の曽之唯が没しその遺稿『印籍考』を上梓する際、その序文を岩倉家具に依頼している。
その印風は芙蓉一門の中でも独自色が強い。虚舟の門下に呉北渚・長谷川延年・行徳玉江などおり一派をなした。息子の前川寿山（1807年 - ?）も細字を得意とした。
墓所は伝わらず現在も不明である。

## 印譜
- 『虚舟印譜』
- 『稽古印史』安永7年（1778年）　序文：頼春水
- 『鏨竅印譜』
- 『潤古館印譜』
- 『石鼓館印譜』

## 関連文献
- 頼春水『在津紀事』
- 曽之唯編『浪華郷友録』寛政2年（1790年）
- 稲毛屋山『江霞印影』寛政9年（1797年）　印影3顆が掲載される